# Полет 961 на „Етиопиън Еърлайнс“
Полет 961 на „Етиопиън Еърлайнс“ е редовен международен полет по маршрута Адис Абеба, Етиопия – Найроби, Кения – Бразавил, Конго – Лагос, Нигерия – Абиджан, Кот д'Ивоар. На 23 ноември 1996 г. самолетът, който обслужва полета, „Боинг 767-260ER“ е отвлечен на път от Адис Абеба за Найроби от трима етиопци, които търсят убежище в Австралия. След нахлуване в пилотската кабина похитителите заплашват, че ще взривят самолета по време на полет, ако пилотите не се подчинят на исканията им и по интеркома съобщават на амхарски, френски и английски, че ако някой се опита да се намеси, ще използват носената от тях бомба.
Въпреки опитите на екипажа да убеди терористите, че взетото гориво не е достатъчно да обслужи полета дори за една четвърт от пътуването до Австралия, те не повярват на думите им. Вместо да лети към Австралия, капитанът следва африканското крайбрежие на юг, но това е забелязано от похитителите и го принуждават да се насочи на изток. Капитан Леул тайно се насочва между Мадагаскар и Африка, като се надява да приземи самолета на главното летище на Коморските острови. Така самолетът се приводнява аварийно с 324 км/ч в Индийския океан близо до Гранде Комор, поради изчерпване на горивото; 125 от 175-те пътници и екипаж на борда, включително тримата похитители загиват.
Начинът, по който самолетът се доближава до водата и внезапното му наклоняване на ляво преди сблъсъка, е причината водата да навлезе неравномерно в него, което допринася „Боинг 767-260ER“ да се разпадне. С изключение на задната част на корпуса, счупените части на фюзелажа потъват бързо. Много пътници загиват, защото преждевременно надуват спасителните си жилетки в кабината, което ги блокира вътре в потъващия самолет.
Жители на острова и туристи, включително група водолази и няколко френски и индийски лекари на почивка, се притичат на помощ на оцелелите от катастрофата. Туристка заснема видео как машината се разбива, тя казва, че започва да записва, защото първоначално смята, че 767 е част от авиошоу за туристи. Това е първият записан случай на частично успешно приводняване с използване на широкофюзелажен самолет и първият случай на отвлечен самолет, който каца във вода. Както капитанът, така и първият офицер на полета получават авиационни награди и двамата продължават да летят за „Етиопиън Еърлайнс“.